# Deinococcales
Ordre
Les Deinococcales sont un ordre monotypique de bactéries de la classe des Deinococci. Son nom provient de Deinococcus qui est le genre type de cet ordre.
Selon la LPSN (27 avril 2025) cet ordre ne contient qu'une seule famille, les Deinococcaceae Brooks & Murray 1981.